# 關南地方
關南地方对朝鲜半岛咸镜道南部的一种传统叫法，包括今天朝鲜民主主义人民共和国咸镜北道的一部分和咸镜南道。關南的關指摩天嶺山脉。今天这个词很少使用。